# Greg Henderson
Gregory Robert Henderson, detto Greg (Dunedin, 10 settembre 1976), è un ex ciclista su strada e pistard neozelandese, professionista dal 2002 al 2017. Nel 2004 si è aggiudicato il titolo mondiale dello scratch su pista.

## Carriera
Formatosi su pista, nel 2004 si laureò campione del mondo nello scratch. Nel 2003 fu medaglia d'argento iridata nell'americana in coppia con Hayden Roulston, mentre due anni dopo, nel 2005, ottenne l'argento mondiale ancora nello scratch. Dal 2000 al 2007 vinse anche nove prove di Coppa del mondo Open. Con la selezione neozelandese partecipò peraltro a quattro edizioni dei Giochi olimpici, nel 1996 ad Atlanta e nel 2000 a Sydney (specialità dell'inseguimento a squadre), nel 2004 ad Atene e nel 2008 a Pechino (corsa a punti e americana).
Velocista, passò professionista su strada nel 2002 con la Seven Up-Nutra Fig, formazione statunitense. Trasferitosi al T-Mobile Team (divenuto poi High Road e Columbia) a partire dal 2007, ottenne il successo più prestigioso nel 2009, con una vittoria di tappa alla Vuelta a España. Nel 2010 si accasò al neonato Team Sky, e al Down Under Classic di gennaio mise a segno la prima vittoria per la nuova formazione britannica. Vinse poi una tappa alla Parigi-Nizza sia nel 2010 che nel 2011.
Nel 2012 si trasferì al team belga Lotto-Belisol. Nello stesso anno a Londra prese parte per la quinta volta consecutiva ai Giochi olimpici, gareggiando però non più su pista ma nella prova in linea su strada (si ritirò).

## Palmarès

### Strada
- 2001

Classifica generale Tour of Ohio
- 2003

3ª tappa Gateway Cup
7ª tappa Tour of Southland
Tour of Botany
- 2004

7ª tappa Tour of Southland
9ª tappa Tour of Southland
13ª tappa International Cycling Classic
- 2005

2ª tappa Tour de Toona
7ª tappa Tour de Toona
12ª tappa International Cycling Classic
1ª tappa Tri-Peaks Challenge Arkansas
Lancaster Classic
Grafton-Inverell
4ª tappa Tour of Southland
9ª tappa Tour of Southland
10ª tappa Tour of Southland
- 2006

5ª tappa Mount Hood Classic
2ª tappa Nature Valley Grand Prix
Prologo Tour of Jamaica
Reading Classic
Commerce Bank International Championship
tappa Tour of Wellington
3ª tappa Tour of Southland
- 2008

3ª tappa Tour de Georgia
7ª tappa Tour de Georgia
- 2009

Clásica de Almería
2ª tappa Vuelta a Murcia (Las Torres de Cotillas > Caravaca de la Cruz)
6ª tappa Volta a Catalunya
11ª tappa Vuelta a España
- 2010

1ª tappa Parigi-Nizza
3ª tappa Ster Elektrotoer
3ª tappa Eneco Tour (Sint-Lievens-Houtem > Roermond)
2ª tappa Tour of Britain (Stoke-on-Trent)
4ª tappa Tour of Southland
9ª tappa Tour of Southland
- 2011

2ª tappa Parigi-Nizza
3ª tappa Tour of California (Auburn > Modesto)
- 2014

2ª tappa Ster ZLM Toer

#### Altri successi
- 2001

Christchurch (criterium)
- 2003

Dunedin (criterium)
Main Divide Cycle Race (criterium)
- 2004

Stazio (criterium)
Roswell (criterium)
Bellin Health De Pere Classic (criterium)
New York City Championship (criterium)
1ª tappa Tour of Southland (cronosquadre)
- 2005

Classifica a punti Tour de Georgia
Wachovia Series Lancaster (criterium)
Manhattan Beach Gran Prix (criterium)
1ª tappa Tour of Southland (cronosquadre)
- 2006

7ª tappa Tour of Wellington (criterium)
7ª tappa Jayco Bay Cycling Classic (criterium)
14ª tappa International Cycling Classic (criterium)
- 2008

Classifica a punti Tour de Georgia
- 2009

Classifica a punti Vuelta a Murcia
Classifica a punti Tour of Britain
Scott People's Memorial (criterium)
- 2010

2ª tappa Jayco Bay Cycling Classic (Criterium)
Down Under Classic (Criterium)
1ª tappa Tour of Southland (Cronosquadre)
- 2011

1ª tappa Jayco Bay Cycling Classic (Criterium)
- 2012

1ª tappa Jayco Bay Cycling Classic (Criterium)

### Pista
- 2000

2ª prova Coppa del mondo, Inseguimento a squadre (Cali, con Gary John Anderson, Timothy Carswell e Lee Maxwell Vertongen)
5ª prova Coppa del mondo, Inseguimento a squadre (Ipoh, con Gary John Anderson, Brendon Mark Cameron e Lee Maxwell Vertongen)
- 2001

1ª prova Coppa del mondo, Inseguimento a squadre (Cali, con Hayden Godfrey, Matthew Randall e Lee Maxwell Vertongen)
1ª prova Coppa del mondo, Corsa a punti (Cali)
- 2002

2ª prova Coppa del mondo, Inseguimento a squadre (Sydney, con Matthew Randall, Hayden Roulston e Lee Maxwell Vertongen)
2ª prova Coppa del mondo, Americana (Sydney, con Hayden Roulston)
Giochi del Commonwealth, Corsa a punti
- 2003

4ª prova Coppa del mondo, Scratch (Sydney)
- 2004

Campionati del mondo, Scratch
- 2005

4ª prova Coppa del mondo 2004-2005, Inseguimento a squadre (Sydney, con Jason Allen, Hayden Godfrey e Marc Ryan)
- 2007

1ª prova Coppa del mondo 2007-2008, Corsa a punti (Sydney)

## Piazzamenti

### Grandi Giri
- Giro d'Italia

2007: ritirato (10ª tappa)
2010: 88º
2015: non partito (14ª tappa)
- Tour de France

2012: 124º
2013: 162º
2014: ritirato (4ª tappa)
2015: non partito (7ª tappa)
2016: 155º
- Vuelta a España

2009: 123º
2013: ritirato (14ª tappa)
2014: 133º

### Classiche monumento
- Milano-Sanremo

2010: 96º
2012: ritirato
2013: 90º
- Giro delle Fiandre

2010: ritirato
- Parigi-Roubaix

2009: 51º
2010: 65º
2012: ritirato
2013: ritirato

### Competizioni mondiali
- Campionati del mondo su pista

Anversa 2001 - Inseguimento a squadre: 6º
Anversa 2001 - Corsa a punti: 5º
Stoccarda 2003 - Corsa a punti: 11º
Stoccarda 2003 - Scratch: 5º
Stoccarda 2003 - Americana: 2º
Melbourne 2004 - Corsa a punti: 12º
Melbourne 2004 - Scratch: vincitore
Melbourne 2004 - Americana: 8º
Los Angeles 2005 - Corsa a punti: 6º
Los Angeles 2005 - Inseguimento a squadre: 4º
Los Angeles 2005 - Scratch: 2º
Los Angeles 2005 - Americana: 7º
Palma di Maiorca 2007 - Scratch: ritirato
Manchester 2008 - Corsa a punti: 5º
Manchester 2008 - Americana: 9º
- Campionati del mondo su strada

Madrid 2005 - In linea Elite: ritirato
Melbourne 2010 - In linea Elite: ritirato
Copenaghen 2011 - In linea Elite: 118º
Ponferrada 2014 - In linea Elite: ritirato
Richmond 2015 - In linea Elite: 58º
- Giochi olimpici

Atlanta 1996 - Inseguimento a squadre: 8º
Sydney 2000 - Inseguimento a squadre: 6º
Atene 2004 - Corsa a punti: 4º
Atene 2004 - Americana: 7º
Pechino 2008 - Corsa a punti: 10º
Pechino 2008 - Americana: 10º
Londra 2012 - In linea: ritirato